# Emma Willard
Emma Hart Willard (23 de fevereiro de 1787 - 15 de abril de 1870) foi uma activista educacional norte-americana que dedicou sua vida à educação.

## Funciona
Willard também ganhava a vida escrevendo. Ela escreveu vários livros didáticos ao longo de sua vida, incluindo livros sobre história e geografia. Algumas de suas obras são History of the United States, or Republic of America (1828), A System of Fulfillment of a Promise (1831), A Treatise on the Motive Powers which Produce the Circulation of the Blood (1846), Guide to the Temple of Time and Universal History for Schools (1849), Last Leaves of American History (1849), Astronography; or Astronomical Geography (1854), e Morals for the Young (1857). Os textos de história e geografia de Willard incluíam tanto mulheres como homens e enfatizavam o estatuto das mulheres como o principal determinante para que uma sociedade pudesse ser descrita como civilizada. A sua pedagogia geográfica de desenho de mapas tornou-se popular nos Estados Unidos e também influente nas escolas missionárias americanas no Sul da Ásia durante o século XIX. Willard também publicou um livro de poesia, The Fulfillment of a Promise (1831) com o seu poema mais popular intitulado "Rocked in the Cradle of the Deep", que ela teria escrito durante uma viagem oceânica em 1839. Em 1830, fez uma viagem pela Europa. Três anos mais tarde, doou os lucros do seu livro sobre as suas viagens a uma escola para mulheres que ajudou a fundar em Atenas, Grécia. O livro Letters from France & Britain foi revisado juntamente com o relato de Abby Jane Morrell sobre a suas viagens nqo sub Antárctico e foram descritos como "as produções das nossas compatriotas autodidatas que [são]... dignas de crédito pelo seu sexo".

## Trabalhos com outros autores
Willard co-escreveu The Woodbridge e Willard Geographies and Atlases (1823), com o geógrafo americano William Channing Woodbridge; Também com Woodbridge ela foi co-autora de A System of Universal Geography on the Principles of Comparison and Classification. Willard foi tema de diversas biografias. As suas geografias são discutidas por Calhoun e as suas histórias por Baym.

## Legado e honras
O Seminário Feminino de Troy foi rebaptizado de Emma Willard School em 1892, em sua homenagem e ainda hoje promove a sua forte crença na educação das mulheres. Uma estátua em homenagem aos seus serviços à causa do ensino superior foi erguida em Troy em 1895.
Um memorial de mármore foi erguido em Middlebury em 1941. Em 1905, Willard foi introduzida no Corredor da Fama dos Grandes Americanos no Bronx, Nova York. Em 2013, Willard foi incluída no Corredor da Fama Nacional das Mulheres.